# Feeling B
Feeling B fue una de las primeras bandas de música punk rock de la antigua República Democrática Alemana.

## Historia
Fundada en Berlín Este en 1983 con el nombre Feeling Berlin, la banda se hizo rápidamente un nombre en la escena underground de la RDA. Sus conciertos estaban hechos a base de improvisaciones. El cantante Aljoscha Rompe era un suizo que vivía en Berlín. Le acompañaban el teclista "Flake" Lorenz y el guitarrista Paulchen, que posteriormente saltarían a la fama como miembros de la banda Rammstein utilizando los nombres de Dr. "Flake" Lorenz y Paul H. Landers. El propio cantante de Rammstein, Till Lindemann, colaboró con Feeling B en la canción Lied von der unruhevollen Jugend, tal como aparece en los créditos del álbum Hea Hoa Hoa Hea Hea Hoa. En un concierto en San Petersburgo de 2001, durante la gira de promoción del disco Mutter, Rammstein interpretó esta canción.
La formación se disolvió a mediados de la década de los 90, lo que no impidió que los miembros del grupo se reunieran ocasionalmente en festivales de punk para interpretar algún tema, hasta la muerte en noviembre de 2000 de Rompe a causa de un ataque de asma. Un año antes, el 9 de noviembre de 1999, el bajista Christoph Zimmermann muere en un accidente aéreo.
En 2007 Lorenz y Landers encontraron una cinta con viejas grabaciones e hicieron remezclas de algunos temas, que fueron incluidas en un disco titulado Grün & Blau.

## Discografía
- Hea Hoa Hoa Hea Hea Hoa (1989)
- Wir kriegen euch alle (1991)
- Die Maske des Roten Todes (1993)
- Grün & Blau (2007)